# アルコン (企業)
アルコン・インコーポレーテッド（Alcon, Inc.、SIX: ALC、NYSE: ALC）は、コンタクトレンズなど眼科領域の医療機器や薬剤を扱う国際企業である。本項は日本法人の日本アルコン株式会社 (ALCON JAPAN LTD.) も併せて記述する。

## 概要
スイス・ジュネーヴの本社と世界75か国の営業拠点で約22,000名の従業員を有し、2010年は180か国で90億ドルを販売した。

## 沿革
- 1945年 薬剤師のロバート・アレキサンダーとウィリアム・コナーがテキサス州フォートワースで、ドライブイン形式の眼科薬局「アルコン」を開業した。
- 1947年 「アルコン・インコーポレーテッド」を設立した。
- 1977年 「アルコン・インコーポレーテッド」をネスレが買収した。
- 2002年 ネスレがアルコンの株式25パーセント (%) を新規株式公開する。登記上の本社をスイスのヒューネンベルクへ移動する。フォートワースは本部機能を存続させる。
- 2008年 ノバルティスがネスレからアルコン株式の25%を取得した。
- 2010年 ノバルティスがネスレからアルコン株式の52%を281億ドルで取得した。
- 2011年 ノバルティスが市場からアルコン株式の23%を取得し、買収総額約520億ドルで完全子会社とした。
- 2013年 ノバルティス傘下のアイケア事業部門であったチバビジョンと統合した。
- 2017年 アルコンの医薬品事業がノバルティスに移管される。
- 2019年 ノバルティスから独立。グローバル本社をジュネーヴへ移転し、スイス証券取引所およびニューヨーク証券取引所に上場した。フォートワースは主要なオペレーション拠点およびイノベーション拠点として存続[1]する。

## 日本法人
アルコンの日本法人は、日本アルコン株式会社 (Alcon Japan Ltd.) で、サージカル分野とビジョンケア分野の事業を行う。2017年から2019年まで、医薬品分野の日本法人として「アルコン ファーマ株式会社」(Alcon Pharmaceuticals Ltd.) が存在した。

### 沿革
- 1973年 - アルコン・ラボラトリーズ（現在のアルコン・インコーポレーテッド）と帝人株式会社が合同出資で、帝人アルコン株式会社を設立した。
- 1978年 - アルコン・ラボラトリーズの100%出資となり、社名を「日本アルコン株式会社」に変更した。
- 1989年 - 米国クーパー社グループの日本法人である高田クーパービジョン株式会社から営業全般を譲受する。
- 1992年 - 眼灌流・洗浄液「ビーエスエスプラス®250／ 500眼灌流液0.0184％ 250眼灌流液0.0184％」発売する。
- 1994年 - フォールダブル眼内レンズ「アルコン® アクリソフ®」発売する。
- 1996年 - ソフトコンタクトレンズ用コールド消毒液「オプティ・フリー®」発売する。
- 2014年1月1日 - チバビジョンと法人を統合する。
- 2017年4月1日 - 日本アルコンの医薬品事業本部とノバルティスファーマの眼科領域事業本部が統合し、ノバルティスファーマの眼科部門子会社「アルコンファーマ」が設立される。[3]。
- 2019年4月1日 - ノバルティスからの独立に伴い、アルコンファーマがノバルティスファーマに吸収合併される[4]。

### 主要製品

#### 医療用医薬品
- ディスコビスク - ヒアルロン酸ナトリウム／コンドロイチン硫酸エステルナトリウム（眼科手術補助剤）
- ビーエスエスプラス - オキシグルタチオン眼灌流・洗浄液（眼灌流・洗浄液）
- ビスコート - ヒアルロン酸ナトリウム／コンドロイチン硫酸エステルナトリウム（眼科手術補助剤）
- プロビスク - ヒアルロン酸ナトリウム（眼科手術補助剤）

#### サージカル製品
- インフィニティ - 白内障手術装置
- アクリソフ - 眼内レンズ
- コンステレーション - 眼科（網膜・硝子体／白内障）手術装置
- アキュラス - 眼科（網膜・硝子体／白内障）手術装置
- エクスプレス - 緑内障手術関連製品

#### ビジョンケア製品
1日使い捨てコンタクトレンズ
- 「デイリーズ トータル ワン」
- 「デイリーズ トータルワン マルチフォーカル」（遠近両用）
- 「プレジション ワン 近視用・遠視用」
- 「プレジション ワン 乱視用」
- 「デイリーズ アクア コンフォートプラス」
- 「デイリーズ アクア」

- 「デイリーズ アクア コンフォートプラス トーリック」（乱視用）

- 「デイリーズ アクア コンフォートプラス マルチフォーカル」（遠近両用）
- 「フレッシュルック デイリーズ イルミネート」（カラー）
- 「フレッシュルック ワンデーカラー」（カラー）

2週間交換コンタクトレンズ
- 「エアオプティクス プラス ハイドラグライド」
- 「エアオプティクス 乱視用」（乱視用）
- 「エアオプティクス プラス ハイドラグライド マルチフォーカル」（遠近両用）

1ヵ月交換コンタクトレンズ
- 「エア オプティクス EX アクア」

レンズケア用品
- 「オプティ・フリー」
- 「オプティ・フリープラス」
- 「オプティ・フリー スープラクレンズ」
- 「AOセプト クリアケア」（過酸化水素タイプ）

### 広報活動
2021年11月より、小芝風花が出演する「プレジション ワン」のテレビコマーシャルを展開している。
2025年3月より、コンタクトレンズ全ブランドのアンバサダーにも小芝風花が就任し、小芝が出演する「トータル ワン」「プレジション ワン」の新CMを展開。